# Statherotis abathodes
Statherotis abathodes är en fjärilsart som beskrevs av Diakonoff 1973. Statherotis abathodes ingår i släktet Statherotis och familjen vecklare. Inga underarter finns listade i Catalogue of Life.